# Rezoluce Rady bezpečnosti OSN č. 1860
Rezoluce Rady bezpečnosti OSN č. 1860 je rezoluce Rady bezpečnosti OSN, kterým se tento orgán snažil ukončit válku v Gaze.

## Hlasování o tomto rozhodnutí
Hlasování proběhlo 8. ledna 2009 (13 dní od vypuknutí konfliktu), 14 členských zemí hlasovalo pro. Byly to:
- Rakousko
- Burkina Faso
- Čína
- Kostarika
- Chorvatsko
- Francie
- Japonsko
- Libye
- Mexiko
- Rusko
- Turecko
- Uganda
- Spojené království
- Vietnam

Proti nehlasovala žádná země. Hlasování se zdržela jediná země – Spojené státy americké. Tehdejší ministryně zahraničí, Condoleezza Riceová nejdříve řekla, že chce prvně vidět výsledek snažení mírového vyjednávání egyptských diplomatů; později bylo odkryto, že zdržení se hlasování bylo nařízeno prezidentem Georgem W. Bushem, v čemž mu, podle jeho vlastních slov, poradil izraelský premiér Ehud Olmert.

## Obsah rozhodnutí
Rozhodnutí č. 1860 volá po „okamžitém [a trvalém] umlknutí palby v Gaze, které povede v plné stažení Izraele, neodkladné zajištění potravin v Gaze, [stejně jako] pohonných hmot a zdravotního ošetření a intenzivnější mezinárodní úmluvy [s cílem] předejít pašování zbraní a munice.“

## Rozhodnutí v praxi
Rozhodnutí se nakonec v praxi minulo svého záměru, protože ho jak Hamás, tak Izrael ignorovaly a boje pokračovaly.